# Čirůvka sírožlutá
Čirůvka sírožlutá (Tricholoma sulphureum (Bull.) P. Kumm. 1871), též čirůvka sírová, je jedovatá stopkovýtrusná houba z čeledi čirůvkovitých (Tricholomataceae), vyznačující se sírově žlutým zbarvením a intenzivním svítiplynovým zápachem.

## Popis

### Makroskopický

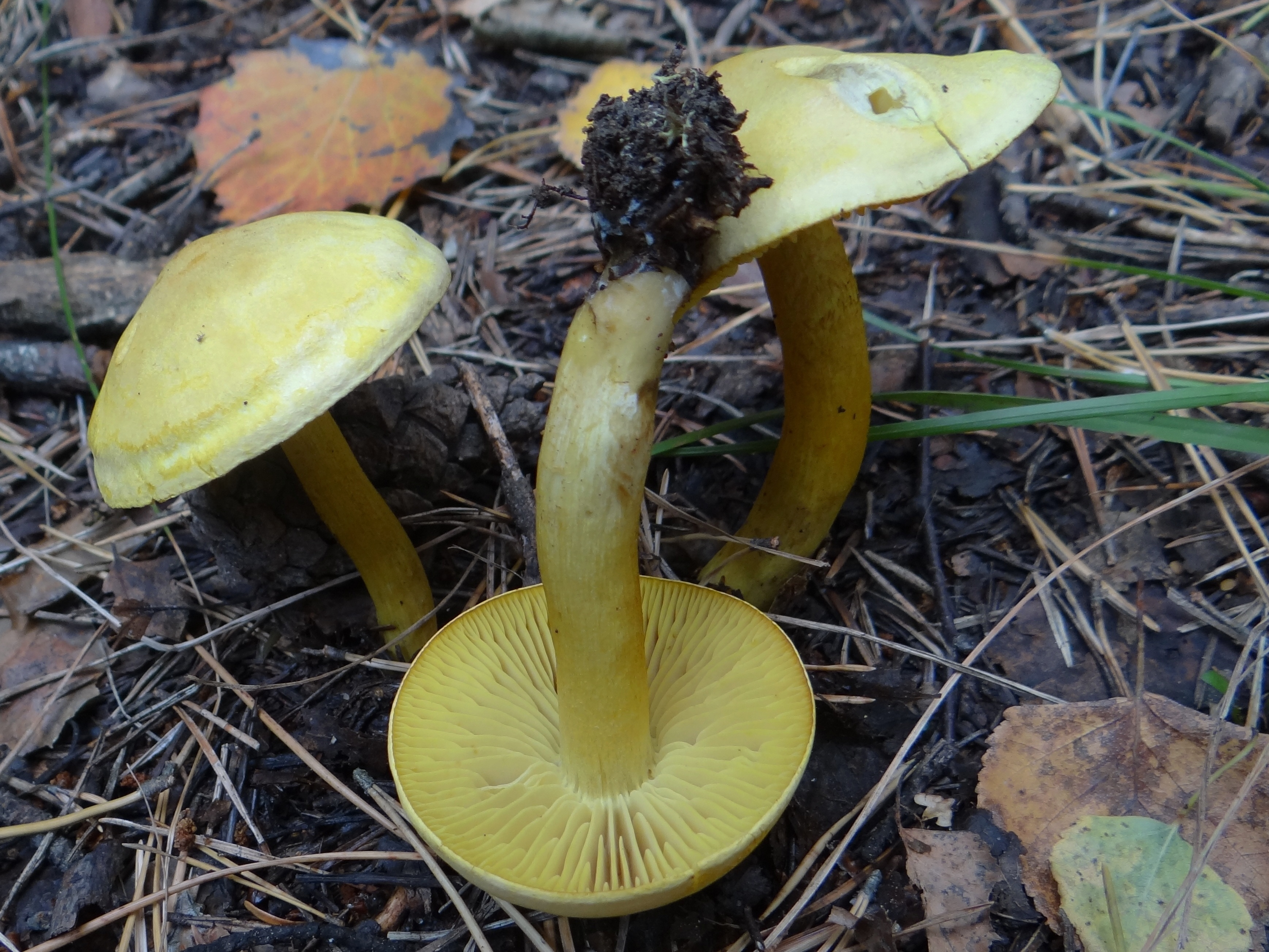
Plodnice čirůvky sírožluté (Tricholoma sulphureum)

Plodnice je vysoká asi 5–12 cm, nepříliš robustní, rozdělená na klobouk a třeň.
Klobouk je okrouhlý, široký až 8 cm, v mládí polokulovitý, postupně se rozvíjí do mírně vypouklého nebo až do ploše talířovitého tvaru; někdy je zvlněný. Povrch klobouku je ve středu obvykle drobně šupinkatý a jeho zbarvení je citronově žluté až žlutozelené, směrem k okrajům klobouk bledne, v jeho středu se někdy vyskytují hnědočervené tóny.
Na spodní straně klobouku se nachází hymenofor tvořený dosti řídkými, na třeň nesbíhajícími lupeny jasně sírově žluté barvy.
Třeň je válcovitý, bývá dosti dlouhý (až 10 cm) a nepříliš tlustý (0,5–2 cm), často je zahnutý. Zbarven je, podobně jako lupeny, jasně žlutě až žlutozeleně, jen na bázi bývá bledší.
Dužnina je poměrně měkká a má také žlutou barvu. Vyznačuje se silným chemickým zápachem připomínajícím síru či svítiplyn a nahořklou chutí.

### Mikroskopický
Výtrusy jsou vejčitého tvaru a velikosti asi 6–8 × 5–7 μm; výtrusný prach má bílou barvu.

## Výskyt
Čirůvka sírová roste celkem hojně v létě a na podzim, a to zejména v listnatých, někdy též v jehličnatých lesích.

### Rozšíření
Vyskytuje se v Eurasii jakož i v Severní Americe.

## Toxicita
Tento druh je jedovatý, po požití se může projevit lehčí gastrointestinální otrava – zvracení a průjem. K požití, od kterého však odrazuje odporný zápach a chuť, může dojít při záměně za jedlou čirůvku zelánku.

## Podobné druhy
- Čirůvka zelánka (Tricholoma equestre) je smrtelně jedovatá, konzumace již tří porcí může způsobit zástavu srdce. Dříve uváděná jako jedlá. Se žlutozeleným zbarvením poněkud podobná čirůvce sírožluté. Tvoří však masitější plodnice, má hustší lupeny, bělavou dužninu a především nenápadnou moučnou vůni.
- Čirůvka sálající (Tricholoma aestuans) má bledší, spíše hnědožluté zbarvení, nenápadnou, nikoli svítiplynovou vůni a roste v jehličnatých lesích, poměrně vzácně. Je to rovněž mírně jedovatý druh.
- Velmi podobně vypadající i páchnoucí vzácná čirůvka žabí (Tricholoma bufonium) má nafialovělý klobouk.[3]